# Aeshna subarctica
Espèce
Aeshna subarctica (nom vernaculaire : æschne subarctique), est une espèce de libellules anisoptères de la famille des Aeshnidae.

## Description et caractéristiques
Son corps atteint 70 à 76 mm de long.

Très proche de l'æschne des joncs (Aeshna juncea), elle s'en distingue par une coloration plus sombre et plus terne.

## Habitat et distribution
Cette libellule d'Eurasie et d'Amérique du Nord est localisée en France dans le Jura et les Vosges.
En Belgique wallonne elle est présente sur le Plateau des Hautes-Fagnes.